# Gesta regum Britannie
Les Gesta regum Britannie sont une chanson de geste écrite en latin par un auteur anonyme. C'est une paraphrase de la célèbre Historia regum Britanniae de Geoffroy de Monmouth. L'auteur anonyme de cette geste a astucieusement modifié l'original en prose en 5000 vers hexamètres. Il suit de très près la trame tracée par Geoffroy, mais il est également influencé par Alexandreid de Gautier de Châtillon.
Bien que connus des chercheurs, les Gesta ont été très peu étudiés par rapport à l'Historia ou encore à d'autres versions adaptées en langues vulgaires, telles que le Roman de Brut de Wace (anglo-normand) ou Brut de Layamon (anglais). Mais tout comme ces deux derniers poèmes, les Gesta ont leur part d'originalité tout en témoignant de l'extrême popularité de l'œuvre de Geoffroy. Ce texte permet aussi d'entrevoir la culture littéraire de la Bretagne médiévale.
Quelques suggestions ont été avancées pour identifier l'auteur, mais dans l'état actuel des recherches, il reste anonyme. C'était très probablement un Breton, résidant en Bretagne lors de la rédaction du poème qu'il dédia à Cadioc, évêque de Vannes. Celui-ci fut élu évêque en 1235 et mourut en 1254. Le poème fut donc écrit entre ces deux dates.